# Вестерхольм, Барбро
Барбро Вестерхольм (швед. Barbro Westerholm), урождённая Лагерген (швед. Barbro Lagergen; 16 июня 1933, Стокгольм — 13 марта 2023, Стокгольм) — шведский политик, член партии Либералов. Депутат шведского риксдага от лена Стокгольм (3 октября 1988—1 октября 1999, 2 октября 2006—26 сентября 2022). В настоящее время — старейший по возрасту член риксдага.

## Биография
Родилась 16 июня 1933 года в Стокгольме в семье актуария Хельге Лагергена и его супруги Ганхильд, урождённой Вернер.
В 1959 году получила степень лиценциата медицины. В 1965 году защитила диссертацию доктора медицины в Каролинском институте. С середины 1960-х годов активно работала в области фармакологического надзора, став одним из пионеров фармаконадзора в Швеции. Также участвовала в составлении Словаря по наркотикам ВОЗ, участвовала в Программе ВОЗ по международному мониторингу лекарств.
В 1979—1985 годах занимала пост генерального директора Национального совета по здравоохранению и социальному обеспечению. В 1979 году по её инициативе совет исключил гомосексуальность из списка психических заболеваний.
В 1998 году избрана членом риксдага переизбиралась в 1991, 1994 и 1998 годах. В 1999 году добровольно ушла в отставку из парламента, после чего до 2005 года занимала пост председателя Шведской ассоциации пенсионеров. Вновь была избрана в риксдаг в 2006 году, переизбрана в 2010, 2014 и 2018 годах. В настоящее время является старейшим депутатом шведского парламента. Активно защищает в риксдаге равенство между мужчинами и женщинами. Выступает против дискриминации гомосексуалистов, в частности была автором ряда законодательных инициатив о признании однополых браков.
Скончалась 13 марта 2023 года на 90-м году жизни.

## Награды
- 2004 — премия Ингемара Гедениуса[швед.], за долгую и ценную работу в духе гуманизма[8].
- 2009 — премия Северного университета здравоохранения, за работу по борьбе с дискриминацией в отношении пожилых людей[9].
- 2016 — почётный доктор Университета Мальмё[10].

## Семья
В 1959 году Барбро Лагерген вышла замуж за финского шведа Петера Вестерхольма, также врача. У них родилось четверо детей, самый известный из которых — блогер и журналист Йохан Вестерхольм.